# Encanto (film)
Encanto è un film d'animazione del 2021 diretto da Byron Howard e Jared Bush.
La pellicola, 60º Classico Disney, ha ottenuto un notevole consenso internazionale, venendo premiata con l'Oscar al miglior film d'animazione, il Golden Globe per il miglior film d'animazione e il BAFTA al miglior film d'animazione nel 2022.
Nonostante un incasso globale modesto, dovuto al fatto di essere uscito nel corso della pandemia di COVID-19, il film ha ottenuto un enorme successo di pubblico dopo la sua distribuzione sulla piattaforma di streaming Disney+. La sua colonna sonora ha raggiunto una diffusione virale e la canzone We Don't Talk About Bruno, in italiano Non si nomina Bruno, è diventata il brano con il maggior numero di settimane trascorse in cima alla classifica americana nella storia dei Walt Disney Animation Studios.
Il film ha ottenuto il plauso della critica e ha alimentato un ampio dibattito fra gli psicologi riguardo al suo modo brillante di trattare tematiche delicate quali il trauma generazionale, la salute mentale e la pressione delle aspettative sociali.

## Trama
Colombia, primi anni del XX secolo. La giovane Alma Madrigal, il marito Pedro e i loro tre figli gemelli neonati Julieta, Pepa e Bruno scappano dal loro villaggio durante un attacco di alcuni assalitori e Pedro si sacrifica per proteggere la famiglia. Il suo sacrificio dà vita a un miracolo, un Encanto, che incanta una candela accesa tra le mani della donna: la magia che ne scaturisce fa comparire un'alta catena montuosa che circonda un piccolo villaggio nel quale i Madrigal e le persone fuggite con loro trovano rifugio e una casa per la famiglia, che vive di vita propria e viene soprannominata Casita. Con il passare del tempo la famiglia si allarga e Alma, una volta diventata nonna, inizia ad essere chiamata Abuela. In tutti i membri della famiglia Madrigal, nel giorno in cui compiono cinque anni, nasce un dono magico, un vero e proprio superpotere, che chiamano "talento" e promettono di usare per il bene del paese; farà eccezione Mirabel, la minore delle tre figlie di Julieta, alla quale non accade nulla. Poco dopo Bruno, che ha il dono di vedere il futuro, scompare senza far più ritorno: questo porta l'intero villaggio a smettere di parlarne, come se non fosse mai esistito.
Anni dopo, Mirabel cerca di aiutare la famiglia rendendosi utile come può nel tentativo di sopperire al suo mancato dono magico. Al quinto compleanno di Antonio, il cugino più piccolo di Mirabel, esso ottiene il dono di comunicare con gli animali; la ragazza però si rattrista e si allontana dai festeggiamenti, accorgendosi che nella casa stanno apparendo delle crepe e che la fiamma della candela incantata si affievolisce. Allarmata corre dai familiari per avvisarli, ma quando tutti accorrono a controllare non sembra essere successo nulla e non le credono. Più tardi Mirabel scopre che Abuela in realtà le ha creduto, sentendola parlare di nascosto rivolgendosi al defunto marito, e comprende che anche la nonna è preoccupata. Decisa ad indagare, la mattina seguente la ragazza chiede alla cugina Dolores, che ha il dono di un udito molto amplificato, se abbia sentito qualcosa di sospetto durante la notte: quest'ultima dice che Luisa, la sorella maggiore di Mirabel, che ha il dono di un'enorme forza fisica, è stata molto inquieta e insonne. Luisa ammette di sentirsi sempre più debole e vacillante, come se il suo dono stesse sparendo, e consiglia alla sorella di visitare la torre della casa in cui viveva Bruno, chiusa e proibita da anni alla famiglia, per cercare di saperne di più sul perché la magia che circonda la famiglia si stia deteriorando. Mirabel si avventura così nella stanza dello zio scomparso, scoprendo che si tratta di una grotta di sabbia in cui trova i frammenti di una visione avuta da Bruno tempo prima, nella quale si vede la stessa Mirabel davanti a casa Madrigal distrutta: questo la porta a credere di essere la causa di quanto sta succedendo.
La sera stessa, a casa Madrigal è ospite Mariano Guzmán, un affascinante giovane del villaggio, promesso sposo di Isabela, sorella maggiore di Mirabel e nipote preferita di Abuela. Durante la cena Dolores rivela a tutta la famiglia di aver sentito Mirabel confidarsi con il padre Agustín riguardo al ritrovamento della visione; in quel momento la casa comincia a creparsi nuovamente e i poteri dei Madrigal perdono il controllo, rovinando il momento e provocando la rabbia di Isabela verso Mirabel. Quest'ultima viene attirata da un gruppo di topolini che stanno portando via i frammenti della visione e li segue; scopre così l'ingresso a un passaggio segreto e trova Bruno nascosto tra le mura della casa. Mirabel scopre quindi che in realtà lo zio non ha mai abbandonato la casa e che, siccome le visioni sono qualcosa di mutevole e poco chiaro, è possibile che non tutto sia perduto, quindi chiede a Bruno di guardare di nuovo nel futuro per aiutarla a capire come sistemare la situazione. Antonio li scopre e offre loro la sua stanza per svolgere il rituale: la nuova visione di Bruno mostra che la magia e la casa potranno essere salvate tramite un abbraccio tra Mirabel e Isabela.
Pur non credendo di riuscire ad avere un momento di dolcezza con la sorella, Mirabel decide di scusarsi con Isabela, che le rivela di sentirsi oppressa dal ruolo di ragazza bella e di successo. Quando Isabela si riappacifica con Mirabel, le crepe nella casa scompaiono. Abuela scopre quanto sta succedendo e rimprovera a Mirabel di essere la causa di tutti i danni della loro famiglia; esasperata e rattristata, la nipote le risponde accusandola di essere lei la causa di tutti i problemi a forza di costringere tutti ad essere all'altezza delle sue aspettative. A quelle parole Casita comincia a sgretolarsi; tutti i presenti vengono allontanati e Bruno riesce ad uscire sfondando la parete, ma Mirabel resta dentro nel tentativo di salvare la candela magica. Prima di crollare del tutto, Casita protegge Mirabel un'ultima volta coprendola con due persiane per evitarle di essere colpita dalle macerie; alla fine la fiamma si spegne e sia la casa che la famiglia perdono totalmente i propri poteri. La famiglia è devastata dalla perdita della casa e Mirabel distrutta dal dolore scappa oltre le montagne nate dall'Encanto, rifugiandosi lungo il fiume.
Mentre tutti familiari la cercano, Abuela ritrova la nipote nello stesso posto in cui perse il marito e le dà ragione, ammettendo di ritenere di essere lei la vera causa della rovina della famiglia e del miracolo, in quanto ha dimenticato la cosa più importante, ossia il legame che unisce tutti i Madrigal. Poco dopo sopraggiunge Bruno, che viene riaccettato dalla madre e dal resto della famiglia. Più uniti che mai, i Madrigal ritornano al villaggio e ricostruiscono la casa a mano, con l'aiuto dei compaesani. A lavoro concluso, incoraggiata dai parenti, Mirabel inserisce la maniglia nella porta d'ingresso di Casita e la magia ritorna, mostrando raffigurata sulla porta la famiglia Madrigal al completo e restituendo alla casa ed ai componenti della famiglia i propri poteri; ciò dimostra che anche Mirabel ha un dono, ovvero tenere unita la famiglia con l'amore. I Madrigal festeggiano e scattano un'altra foto di famiglia, questa volta con Mirabel e Bruno.

## Personaggi
- Mirabel Madrigal: la protagonista del film, è una ragazzina di 15 anni, porta gli occhiali come suo padre e a differenza dei suoi familiari non ha ricevuto nessun superpotere all'età di 5 anni, motivo per cui viene descritta come "imperfetta e stramba" pur essendo molto emotiva ed empatica. Sorella minore di Isabela e Luisa, è coetanea del cugino Camilo; pur portando dentro di sé un vuoto causato dalla mancanza di un talento rimane ugualmente legata alla sua famiglia, eliminando le divergenze con la sorella Isabela e la nonna Alma. Alla fine, grazie a lei, la magia e Casita ritornano in vita e salvano l'intera famiglia.
- Isabela Madrigal: la sorella maggiore di Mirabel e Luisa, ha 21 anni ed è stata la prima nipote di Abuela, che la considera "perfetta" e "un successo". È molto bella ed il suo dono è la capacità di far crescere meravigliose piante e fiori ovunque voglia; ha la stessa età di sua cugina Dolores. Al principio è vanitosa e presuntuosa, ma poi cambia positivamente dopo aver discusso con Mirabel: entrambe imparano a volersi bene in modo reciproco ed è proprio Isabela ad abbracciare Mirabel con affetto sincero. Pur essendo la rappresentazione della "figlia d'oro", Isabela non sopporta le aspettative che la famiglia ripone su di lei e vorrebbe essere semplicemente sé stessa; pur essendo stata promessa come sposa a Mariano Guzmán, non lo ha mai amato e lo avrebbe sposato solo per compiacere la nonna e i parenti.
- Luisa Madrigal: ha 19 anni ed è la sorella di mezzo di Mirabel e Isabela. Il suo dono è la capacità di portare "tutto il peso senza mai lamentarsi", ossia una forza sovrumana, che la rende capace di sollevare e spostare qualsiasi cosa, anche edifici ed animali. È sempre pronta ad assistere chiunque, pur sentendosi anche lei oppressa dalle aspettative degli altri; quando la magia della famiglia Madrigal inizia a venire meno, uno dei primi segnali di ciò è la diminuzione della sua forza fisica. Ha un bel rapporto con Mirabel, verso la quale mostra un atteggiamento protettivo.
- Alma "Abuela" Madrigal: matriarca della famiglia, madre di Julieta, Pepa e Bruno e nonna di Mirabel, Isabela, Luisa, Dolores, Camilo e Antonio ("abuela" in spagnolo significa "nonna"). Non possiede alcun dono magico ma è la custode della magia della casa, rappresentata da una candela dalla fiamma perenne. All'inizio si preoccupa solo che i suoi familiari si distinguano per i loro doni magici e si comporta in modo brusco ed insensibile, in particolare con Mirabel, con la quale ha un rapporto piuttosto difficile. In seguito capirà di aver sbagliato e si renderà conto che in una famiglia, le cose più importanti sono un amore ed un'unione che non devono mai estinguersi. Sarà proprio lei a trovare Mirabel e a chiederle scusa e, dopo aver visto suo figlio Bruno, lo abbraccia calorosamente e lo reintegra nella famiglia.
- Pedro Madrigal: è il defunto patriarca della famiglia marito di Abuela, padre di Julieta, Pepa e Bruno Si sacrifica all' inizio del film per proteggere l' intera famiglia e Il suo sacrificio per salvare la sua famiglia è un evento chiave nella storia del film, segnando l'inizio del dono magico della famiglia Madrigal.
- Bruno Madrigal: zio di Mirabel, Isabela, Luisa, Dolores, Camilo e Antonio e fratello gemello di Julieta e Pepa, è l'unico dei tre figli di Abuela a non essere sposato. Ha il dono di vedere nel futuro, che gli ha dato una pessima fama, facendolo etichettare come uno iettatore e rendendolo inizialmente la pecora nera della famiglia. Inizialmente sembra scomparso e per tale motivo è stato ripudiato dai parenti e dai compaesani, che addirittura si rifiutano di nominarlo; in seguito si scopre che è sempre rimasto nascosto in Casa Madrigal per proteggere Mirabel dalla sua visione. Alla fine viene nuovamente accolto con amore da sua madre e dalle sue sorelle. È rappresentato come un uomo silenzioso, solitario e a volte eccentrico, ma con un cuore d'oro.
- Julieta Madrigal: è la madre di Mirabel, Isabela e Luisa, zia di Dolores, Camilo e Antonio e figlia di Abuela, ha il potere di cucinare del cibo che, se mangiato, guarisce qualsiasi ferita fisica o malattia. Dolce e paziente, si ritrova spesso a curare lo sbadato marito Agustín ed ama immensamente sua figlia Mirabel e cerca in tutti i modi di supportarla; inoltre è la più calma della famiglia ed è gentile con tutti.
- Agustín Madrigal: è il padre di Mirabel, Isabela e Luisa, zio di Dolores, Camilo e Antonio e il marito di Julieta. È un uomo goffo, maldestro, particolarmente incline a farsi male o mettersi nei guai e molto amorevole con Mirabel; dopo l'inconveniente con Mariano Guzmàn risponde duramente ad Abuela dicendo di aver pensato al bene di Mirabel, in quanto era al corrente della visione di Bruno e non lo ha mai rivelato. Non ha poteri magici, come la figlia, probabilmente in quanto non è un consanguineo dei Madrigal.
- Pepa Madrigal: la zia di Mirabel, Isabela e Luisa, moglie di Félix, madre di Dolores, Camilo e Antonio e figlia di Alma. È molto irascibile ed "eccessivamente emotiva"; il suo potere è quello di influenzare il tempo atmosferico tramite i cambiamenti del suo stato d'animo, facendo comparire nubi temporalesche e pioggia quando è di cattivo umore e rendendo il cielo soleggiato e terso quando si sente bene.
- Félix Madrigal, zio di Mirabel, Isabela e Luisa, marito di Pepa e padre di Dolores, Camilo e Antonio, che è in grado di rasserenare quest'ultima quando necessario ed è sempre pronto a divertirsi, essendo la vera e propria "anima della festa" di famiglia ed anche lui al pari di Mirabel e suo padre non ha un talento magico.
- Dolores Madrigal: la figlia maggiore di Pepa e Félix e sorella di Camilo e Antonio. Ha 21 anni ed è nata poche settimane dopo la cugina Isabela. Conosce "i segreti di tutti" per via del suo talento, un udito molto amplificato, che le permette di ascoltare qualsiasi suono, rumore e conversazione, anche di piccolissima entità ed a lunghissime distanze da lei. Il suo difetto più grave è quello di non saper tenere i segreti che sente, ad eccezione della presenza di Bruno in Casa Madrigal, di cui solo lei si era accorta, riuscendo a sentirlo. Rivela di essere segretamente innamorata di Mariano, in origine promesso sposo di sua cugina Isabela; alla fine, dopo aver esternato i suoi sentimenti, Mariano stesso la ricambia.
- Camilo Madrigal: ha 15 anni ed è il figlio di mezzo di Pepa e Félix e fratello di Dolores e Antonio. Poco più grande di Mirabel, il suo dono è dovuto al fatto che "ancora non sa bene chi sia" e lo rende in grado di cambiare il suo aspetto fisico, rendendosi identico a qualunque persona abbia visto almeno una volta. È un ragazzo molto vivace, allegro e che ama fare scherzi, apparendo fisicamente come i suoi parenti e sostituendosi a loro.
- Antonio Madrigal: figlio minore di Pepa e Félix, ha 5 anni ed è il fratello di Dolores e Camilo. Bambino riservato e dolce, è molto affezionato alla cugina Mirabel, che ritiene un esempio e considera come una sorella maggiore. È il più piccolo della famiglia e l'ultimo a ricevere il suo dono, l'abilità di comunicare con gli animali, che da sempre sono una sua grande passione.
- Mariano Guzmán: inizialmente è il fidanzato di Isabela e desidera chiederla in sposa, ma alla fine si metterà insieme a Dolores, che lo ha amato fin dall’inizio. È un giovane molto affascinante e dai sentimenti profondi, che desidera fortemente sposarsi e formare una famiglia.
- Casa Madrigal: soprannominata Casita dai suoi abitanti, è la dimora dei Madrigal, sorta magicamente insieme al villaggio di cui fa parte durante il miracolo della candela. Animata in tutte le sue parti, dotata di vita propria e capace di modificare la sua struttura e la posizione degli oggetti al suo interno in base a ciò che chi la abita desidera e le chiede, è un personaggio a tutti gli effetti, partecipa attivamente alle vicende della famiglia e sembra addirittura avere delle preferenze tra i membri della stessa, tra cui la stessa Mirabel, in quanto prima di essere distrutta completamente usa le sue energie per salvare la protagonista. Verrà poi ricostruita a mano dai Madrigal con l'aiuto della gente di città e riprenderà il suo comportamento magico grazie a Mirabel.

## Produzione

### Pre-produzione
Nel 2016, poco dopo l'uscita del film d'animazione Oceania, il compositore Lin-Manuel Miranda dichiarò di essere stato contattato da John Lasseter, allora direttore creativo dei Walt Disney Animation Studios, per un possibile coinvolgimento nel nuovo film di Byron Howard, co-regista di Zootropolis, uscito nello stesso anno. Insieme hanno discusso della loro esperienza comune di avere grandi famiglie allargate e hanno deciso di fare un musical su una di queste con una dozzina di personaggi protagonisti. Lo stesso Miranda suggerì che la musica latinoamericana potesse "catturare al meglio" la complessità dei rapporti familiari. I due registi, Howard e Jared Bush, hanno iniziato a discutere a lungo della cultura latinoamericana con Juan Rendon e Natalie Osma, due autori colombiani, i quali hanno più volte attinto alle loro esperienze personali nelle loro discussioni, il che ha indotto Howard, Bush e Miranda a concentrare le loro ricerche su quel paese. Successivamente, Rendon e Osma entrarono a far parte della "Colombia Cultural Trust" della Disney.
Nel 2018, Howard, Bush e Miranda fecero un viaggio di ricerca in Colombia. Man mano che il film diventava sempre più complesso, Howard e Bush si resero conto di aver bisogno di un terzo regista e sceneggiatore, per sviluppare meglio la storia e le dinamiche familiari sfruttando al meglio il genere del realismo magico e scelsero Charise Castro-Smith per la sua esperienza nel settore.

### Animazione
Encanto è stato il "film più difficile" fino ad oggi per i capi dell'animazione Renato dos Anjos e Kira Lehtomaki, che si sono ritrovati a dover sviluppare una dozzina di personaggi tutti ugualmente rilevanti, al contrario di altri film d'animazione (che presentano principalmente due o tre personaggi principali su un ampio cast). Miranda ha scritto appositamente il brano d'apertura "La famiglia Madrigal" (The Family Madrigal), per dimostrare ai produttori che era possibile presentare al pubblico in modo efficiente una famiglia così numerosa e con le sue dinamiche interne.
Gli animatori sono stati sfidati dai registi a rendere Mirabel distintamente diversa da tutte le precedenti eroine Disney, facendo di lei un personaggio intelligente e capace, ma anche goffo e divertente. Il team ha perciò approfondito il ruolo della musica, della danza e del ritmo come elementi fondamentali della vita quotidiana in Colombia. Di conseguenza, Encanto è stato il primo film di animazione Disney ad avere coreografi coinvolti nel processo di sviluppo dall'inizio alla fine; essi hanno lavorato a stretto contatto con il team di produzione per sviluppare canzoni, personaggi e storie. Oltre 800 persone, di cui 108 animatrici, sono state coinvolte nella produzione di Encanto.
A causa della pandemia di COVID-19, molti membri della troupe hanno lavorato in collaborazione ma a distanza per oltre un anno e non si sono incontrati di persona fino a quando la Disney non ha organizzato una proiezione all'aperto della versione finale del film.

### Casting
La Disney ha scelto una rosa di attori di origini colombiane, ma che avessero in qualche modo già lavorato negli USA: Stephanie Beatriz, il cui padre è colombiano, John Leguizamo (nato a Bogotá) e Wilmer Valderrama, che ha trascorso la sua infanzia in Colombia, da dove viene sua madre.

## Promozione
Uno sneak peek è stato mostrato online il 10 dicembre 2020. Un poster provvisorio è stato diffuso il 7 luglio 2021, mentre il giorno successivo è uscito il teaser trailer. Il 29 settembre 2021 è stato pubblicato il trailer ufficiale del film in lingua inglese e l'11 ottobre successivo in italiano.

## Distribuzione
Il film è stato presentato in anteprima mondiale al teatro El Capitan di Los Angeles il 3 novembre 2021, per poi essere proiettato presso il Teatro de Cristobal Colón di Bogotà il successivo 23 novembre.
Encanto è stato distribuito nelle sale cinematografiche statunitensi e italiane il 24 novembre 2021. Per far fronte alla pandemia di COVID-19, dal 24 dicembre 2021 il film è stato reso disponibile a livello internazionale con l'abbonamento base sulla piattaforma di streaming on demand Disney+.

### Edizione italiana
La direzione del doppiaggio è di Massimiliano Manfredi e i dialoghi italiani sono curati da Roberto Morville per conto della Iyuno - SDI Group. Le canzoni sono adattate in italiano da Lorena Brancucci, la direzione musicale invece è affidata alla sorella Virginia Brancucci.

## Colonna sonora
1. La famiglia Madrigal (The Family Madrigal)
2. Un miracolo (Waiting On A Miracle)
3. La pressione sale (Surface Pressure)
4. Non si nomina Bruno (We Don't Talk About Bruno)
5. Cos'altro farò? (What Else Can I Do?)
6. Dos oruguitas
7. Tutti voi (All of You)
8. Colombia, mi encanto
9. Oruguitas innamorate (Two Oruguitas)

## Accoglienza

### Incassi
Il film, con un budget di 120 milioni di dollari, ha incassato oltre 250 milioni in tutto il mondo, superando il pareggio e rivelandosi un discreto successo.

### Critica
Il film è stato accolto in maniera molto positiva dalla critica. Sull'aggregatore Rotten Tomatoes ha ottenuto il 91% delle recensioni positive con una media voto di 7.5, mentre su Metacritic ha ottenuto un punteggio metascore di 75 su 100, basato su 41 recensioni.

## Riconoscimenti
- 2022 - Premio Oscar
  - Miglior film d'animazione
  - Candidatura per la migliore colonna sonora originale a Germaine Franco
  - Candidatura per la migliore canzone originale a Lin-Manuel Miranda
- 2022 – Golden Globe
  - Miglior film d'animazione
  - Candidatura per la migliore colonna sonora originale a Germaine Franco
  - Candidatura per la migliore canzone originale a Lin-Manuel Miranda